# The Black Falcon

The Black Falcon est un film hongkongais réalisé par Tao Kao-mei, sorti en 1967 au cinéma.

## Aperçu
Le séduisant agent Chang est chargé d'infiltrer la mystérieuse organisation éponyme baptisée 'le Faucon Noir'. Pour ce faire, il décide de joindre l'utile à l'agréable : appliquant les méthodes modernes d'espionnage occidentales, il commence par chercher à séduire la fille du chef présumé de l'organisation, une artiste-peintre.

## Fiche technique
- Titre : The Black Falcon (le faucon noir)
- Réalisation : Tao Kao-mei
- Scénario : Tao Kao-mei
- Musique : Wang Foo-ling
- Société de production : Shaw Brothers
- Pays d'origine : Hong Kong
- Format : Couleurs - 2,35:1 - Mono - 35 mm
- Genre : action, espionnage
- Durée :
- Date de sortie : 1967

## Distribution
- Paul Chang Chung : l'agent secret Chang Shih Chieh
- Jenny Hu : Julie Tan, une artiste-peintre
- Margaret Tu Chuan : Hu Mei
- Wang Hsieh : membre de la direction du faucon noir
- Tien Feng : Wu Jiang Feng
- Ku Feng : Jiang Zhong
- Wu Ma : un membre du faucon noir
- Helen Ma : une nageuse